# Ta Matete
Ta Matete (O Mercado) é um quadro do pintor francês Paul Gauguin. Pintura feita a  óleo sobre a tela, mede 73 cm de altura e 92 de largura.
Foi pintado em 1892, durante a primeira estadia de Gauguin na Polinesia (1891-1893) e actualmente o quadro está no Kunstmuseum, em Basel, na Suíça.
- Olivar, M., Cien obras maestras de la pintura, Biblioteca Básica Salvat, 1971. ISBN 84-345-7215-X